# أوجيرلاي
اوجيرلاي (بالروسية: Ожерелье) هي إحدى مدن روسيا في الكيان الفدرالي الروسي موسكو أوبلاست.